# Trifone Gabriel
Trifone Gabriel, o Gabriele, Gabrielli, Gabriello (San Polo di Piave, 20 novembre 1470 – Venezia, 20 ottobre 1549), è stato un umanista italiano.

## Biografia

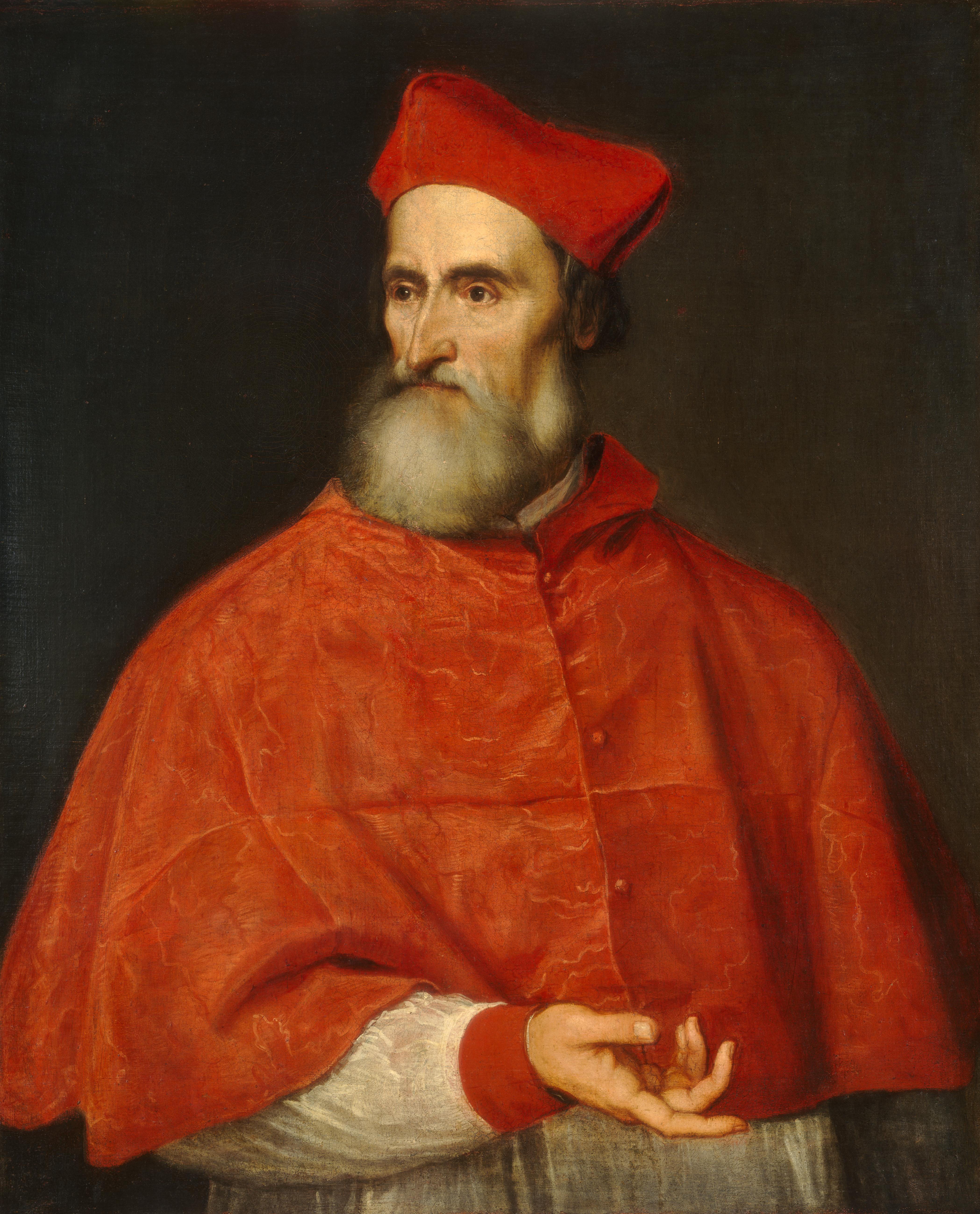
Il cardinale e umanista Pietro Bembo

Giorgione: Giovanni Borgherini e il suo maestro, 1505-1506. Si identifica il maestro in Trifone Gabrielli (a destra), del quale il Borgherini (a sinistra) fu allievo a Venezia negli anni giovanili

Nacque nel Trevigiano da Bertucci e Diana Pizzamano, patrizi veneziani. Apparteneva a un'illustre famiglia originaria di Gubbio un cui ramo si era stabilito in laguna in epoca imprecisata.
Coetaneo e amico di Pietro Bembo sin dall'adolescenza, strinse con questi un sodalizio destinato a rompersi solo con la morte di quest'ultimo nel 1547. Ricoprì in gioventù alcuni incarichi pubblici nell'amministrazione della Repubblica, ma presto si risolse a prendere i voti e si dedicò alla carriera ecclesiastica. La grande autorevolezza, la rettitudine morale e la vastità della cultura fecero sì che gli furono offerti incarichi prestigiosi. Il 14 gennaio 1499 fu nominato da papa Alessandro VI vescovo coadiutore della diocesi di Argo; ma il 20 marzo 1504, quando la carica si rese vacante, egli la rifiutò, come fece in seguito per le nomine a Patriarca di Venezia (1524), vescovo di Treviso (1527) e vescovo di Corfù (1527), preferendo dedicarsi alle attività intellettuali e ad una vita sobria e contemplativa. Ringraziò il Senato che gli aveva offerto il Patriarcato di Venezia con le seguenti parole: «Ringrazio l'illustrissimo Senato, sì coloro che mi hanno voluto, come coloro che voluto non mi hanno. Quelli perché mi credevano far bene, questi perché me lo hanno fatto».

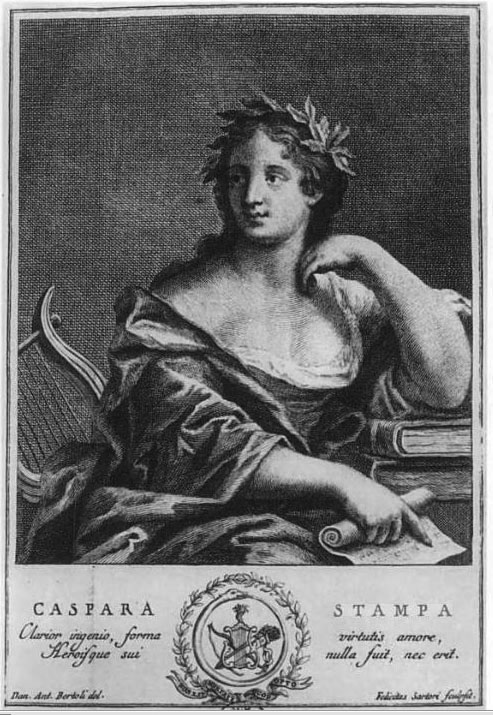
La poetessa Gaspara Stampa

Il censo agiato gli permise di trascorrere la vita in sue proprietà di campagna nel Bassanese e nel Padovano, tra cui la villa dei Ronchi e quella del Tergolino, situata presso la Villa Bozza del Bembo, così come nelle case di Venezia, o nel suo giardino di Murano, dove animò un cenacolo di intellettuali ed umanisti che ospitava presso di sé. Circondato da amici ed allievi, Trifone leggeva autori greci, latini, italiani ed europei, discuteva di scienza e di filosofia, invitava al dibattito ed alla discussione. Una speciale dispensa curiale, ottenuta nel 1515 grazie al Bembo stesso, gli aveva permesso di rompere il voto, fatto all'ingresso nella vita consacrata, di non leggere libri « pagani » (non religiosi).
Numerosi erano coloro che ricorrevano ai suoi insegnamenti e consigli, da giovani studiosi a noti intellettuali ed umanisti tra cui si ricordano Sperone Speroni, Francesco Sansovino, Pietro Bembo, Monsignor Della Casa, Giovanni Borgherini, Ludovico Ariosto, Bernardo Tasso, Gaspara Stampa, Vittore Soranzo, Benedetto Varchi, Pietro Aretino, Giulio Camillo Delminio, Girolamo Muzio, ed il lontano parente Gabriele de' Gabrielli.
Filologo e linguista eccelso, fu considerato uno dei « maestri della lingua » che contribuirono, tra Quattrocento e Cinquecento, alla codificazione della lingua italiana, sia parlata che scritta, attraverso lo studio rigoroso dei testi dei maggiori trecentisti, in particolare quelli di Dante e del Petrarca.
Fu detto il « Socrate di Venezia » perché, come Socrate, non lasciò alcun testo scritto, preferendo impartire lezioni verbali agli allievi. Con le sue lezioni, supplì alla chiusura dell'Università di Padova al tempo della Lega di Cambrai. Uomo modesto, non volle pubblicare alcunché a suo nome, e rifiutò ogni titolo se non quello di Messere. Ebbe in dispregio ricchezze ed onori, e si conservò sempre semplice nei modi e nell'abbigliamento.
Giunto ad un'età avanzata, Trifone morì nella notte tra il 19 e il 20 ottobre 1549, «più di digiuno che di febbre» come disse Pietro Aretino, e fu sepolto a Venezia nella chiesa di Santa Maria Celeste. Nel 1581 a Vincenzo Scamozzi fu affidato dal Senato l'incarico di realizzare un monumento a Trifone ed altri due illustri veneziani sepolti nella chiesa, l'ammiraglio Carlo Zeno ed il doge Lorenzo Celsi. La statua di Trifone avrebbe dovuto essere collocata in facciata, con l'iscrizione Trifone Gabriello nuovo Socrate. Il progetto tuttavia non fu realizzato, così nel 1810, quando la chiesa fu demolita, le sue ossa andarono disperse nell'ossario di Sant'Ariano.

## La famiglia
Trifone non si sposò e non ebbe figli. Gli fu però particolarmente caro il nipote Jacopo (anche Giacomo) Gabrielli (1510 - 1550), che fu il principale espositore e divulgatore dell'opera dello zio. Trifone fu inoltre cugino di Angelo Gabrielli, noto per aver accompagnato Pietro Bembo nel suo viaggio giovanile a Messina (maggio 1492-luglio 1494). I due giovani si erano recati in Sicilia per studiare il greco con Costantino Lascaris e insieme compirono un'ascensione fino alla sommità del vulcano Etna. In seguito al suo rientro a Venezia, e successivamente a Padova, (dove frequentò insieme ad Angelo la locale università), il Bembo scrisse la sua prima opera, il saggio De Aetna, poi pubblicato presso Aldo Manuzio nel febbraio 1496 (1495 secondo il calendario veneziano). Il De Aetna fu appunto dedicato ad Angelo Gabrielli (l'incipit recita: Petri Bembi de Aetna ad Angelum Chabrielem Liber) e per la sua edizione fu creato da Francesco Griffo, ed utilizzato per la prima volta, un carattere tondo che egli chiamò Bembo.

## L'opera
Non è semplice esaminare l'opera di Trifone Gabrielli a causa della molteplicità dei temi oggetto del suo interesse, e del fatto che il suo pensiero non fu mai oggetto di stampa e ci è giunto indirettamente,  spesso pubblicato da discepoli sotto forma di dialoghi in cui Trifone Gabrielli espone il suo pensiero conversando con altri intellettuali.
Centrale fu senz'altro l'opera linguistica e filologica. Gli si attribuiscono a questo proposito vari commenti alla Divina Commedia di Dante Alighieri, tra cui le Parole dette da Trifone Gabriello sopra l'arte di Dante nel suo poema, riportate da varie opere letterarie coeve e successive, e le Annotazioni fatte con Messer Trifone in Bassano scoperte da Luigi Maria Rezzi nella Biblioteca Barberiniana nel 1826. Sempre in ambito linguistico, sono da ricordare le Instituzioni della grammatica volgare e le Regole grammaticali, opera di Jacopo Gabrielli, nipote di Trifone, ed esposte sotto forma di dialogo tra l'autore e lo zio. Si può inoltre menzionare un commento all'Ars poetica di Orazio, redatto da Giason Denores ma ispirato alle lezioni impartite da Trifone presso l'università di Padova (In epistolam Q. Horatii Flacci de arte poetica Iasonis de Nores Ciprii ex quotidianis Tryphonis Cabrielii sermonibus interpretatio), pubblicato a Venezia nel 1553 e a Parigi nel 1554, nel quale si trova anche un panegirico in onore del maestro.  

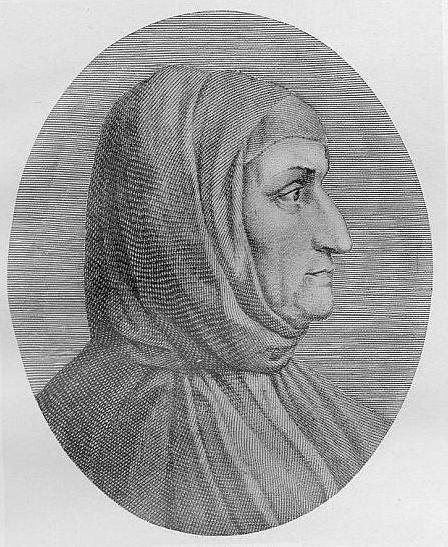
Francesco Petrarca

In ambito stilistico, il pensiero di Trifone è esposto nel trattato Dell'imitazione poetica di Bernardino Partenio. L'opera, concepita come un dialogo tra Trifone e gli umanisti Gian Giorgio Trissino e Paolo Manuzio (figlio del celebre tipografo Aldo), indaga i pregi e i limiti dell'imitazione letteraria, un principio la cui autorità andava progressivamente scemando ed era messa in discussione dagli autori rinascimentali.
Vasta e profonda fu in Trifone la conoscenza e la stima per l'opera di Francesco Petrarca, e tale da influenzare anche l'opera di codificazione del Bembo, che notoriamente inviò a Trifone le sue Prose nelle quali si ragiona della volgar lingua (1525) perché fossero riviste e corrette; e Trifone Gabrielli stesso è menzionato in vari passaggi delle Prose. Trifone fu inoltre protagonista, assieme all'autore stesso, del dialogo Della poetica di Bernardino Daniello, un'altra delle opere fondamentali del petrarchismo.

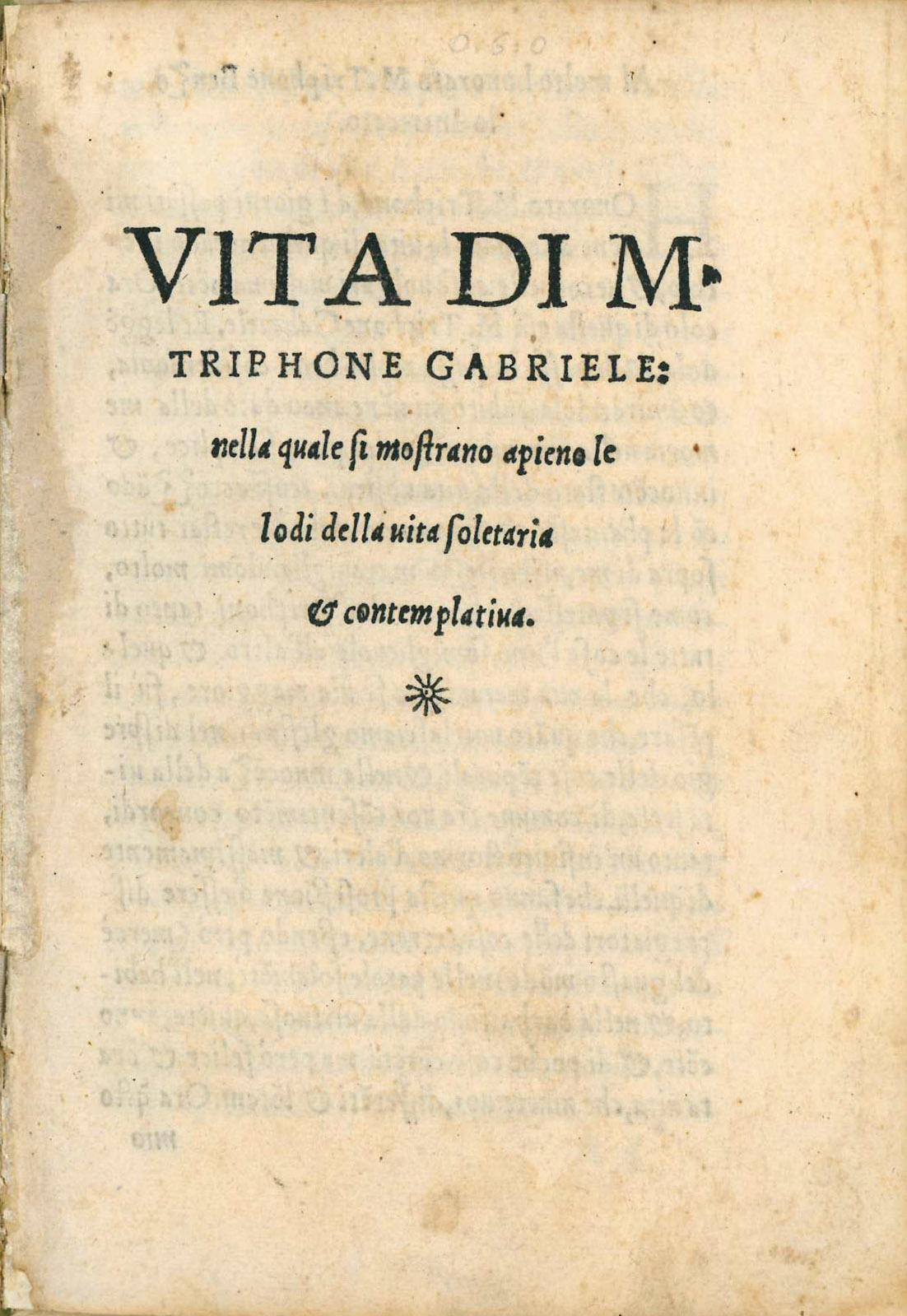
Frontespizio della Vita di M. Triphone Gabriele: nella quale si mostrano a pieno le lodi della vita soletaria e contemplativa (1543)

Tra i commenti agli autori classici, sono da ricordare alcuni commenti al De officiis e al Somnium Scipionis di Cicerone contenuti in alcuni codici della Biblioteca ambrosiana di Milano. Questi commenti, la cui attribuzione non è del tutto certa, sembrano essere delle trascrizioni delle lezioni del maestro stilate da alcuni anonimi discepoli.
Altro campo della riflessione intellettuale di Trifone Gabrielli fu quello scientifico, ed astronomico in particolare. Il suo pensiero è esposto nel Dialogo […] nel quale de la sphera, et de gli orti et occasi de le stelle, minutamente si ragiona, pubblicato nel 1545 ad opera del nipote Jacopo Gabrielli, e nella Sferetta, appendice alle Tavole del mondo e della sfera di Giason Denores (1582). Le due opere si configurano come trattati dove astronomia, astrologia, teologia e filosofia si fondono, ancora influenzate dal pensiero esoterico rinascimentale ma basate su osservazioni scientifiche.
Altra area di interesse di Trifone Gabrielli fu quella politica. Il suo pensiero è esposto nell'opera Della repubblica de' Viniziani di Donato Giannotti (1540), immaginata come un dialogo avvenuto a Padova, in casa di Pietro Bembo, tra Trifone Gabrielli e il suo allievo prediletto, il fiorentino Giovanni Borgherini. Nell'opera è esposta la superiorità della Repubblica di Venezia su tutti i modelli politici dell'antichità, del Medioevo e del Rinascimento.
I pregi di una vita dedicata alle divine e humane speculationi sono esposti nella Vita di M. Triphone Gabriele: nella quale si mostrano a pieno le lodi della vita soletaria e contemplativa, concepita come un dialogo nel quale Trifone descrive al nipote Jacopo le motivazioni della sua scelta di vita. L'opera, pubblicata a Bologna nel 1543, include anche l'epitaffio che Trifone aveva composto per il proprio sepolcro: Contento vissi di poco una piccola vita, / Senza mai pace rompere, senza grave / Alcun errore. Ma se cosa empia volli, / Non chiedo, che tu terra benigna sij.  
Finalmente, in ambito poetico, sono ricordati di Trifone alcuni sonetti, tra cui uno in morte dell'amico Pietro Bembo.

## La fama
Trifone Gabrielli fu ammirato dai contemporanei e considerato il modello dell'umanista quattrocentesco, le cui «mille rare doti» ne fanno un esempio di autorità non solo intellettuale, ma anche e soprattutto morale, non ancora contaminata dall'incipiente cortigianesimo. La sua «umanità infinita» e la «singolare gentilezza» coagularono intorno al Gabrielli numerosi intellettuali, in maggioranza veneti e toscani, impegnati in un rinnovamento della lingua che simbolizzò ed incarnò il vento nuovo del Rinascimento italiano.
A Trifone et ad alcuni altri gentil'huomini fu dedicato da Giulio Camillo Delminio il Discorso in materia del suo theatro, lavoro di carattere filosofico, mnemonico e cabalistico. Molti furono poi gli umanisti che nelle loro opere ricordarono ed onorarono Trifone Gabrielli:

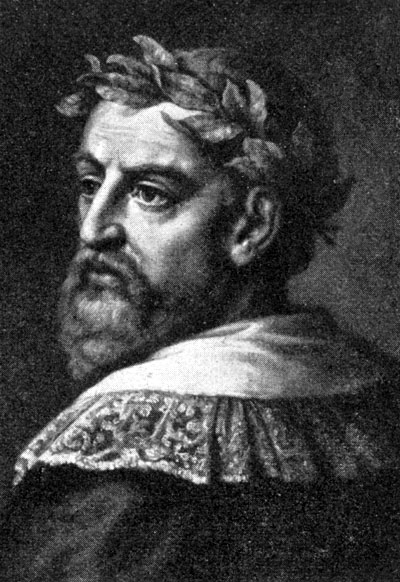
Ludovico Ariosto

- Ludovico Ariosto lo ricordò nel quarantaseiesimo canto dell'Orlando Furioso tra i suoi amici più cari:

Là Bernardo Capel, là veggo Pietro

Bembo, che il puro e dolce idioma nostro,

levato fuor del volgare uso tetro,

quale esser dee, ci ha col suo esempio mostro.

Guasparro Obizi è quel che gli vien dietro,

che ammira e osserva il sì ben speso inchiostro.

Io veggo il Fracastorio, il Bevazano,

Trifon Gabriele, e il Tasso più lontano.
- Oltre a ricordarlo nelle celebri Prose, Pietro Bembo gli dedicò due sonetti di cui si riporta qua il numero 107 delle Rime, considerato uno dei più belli tra quelli scritti dal cardinale:

Trifon, che 'n vece di ministri e servi,

Di loggie e marmi, e d'oro intesto e d'ostro,

Amate intorno elci frondose, e chiostro

Di lieti colli, erbe e ruscei vedervi,

Ben deve il mondo in riverenza avervi,

Mirando al puro e franco animo vostro,

Contento pur di quel, che solo il nostro

Semplice stato e natural conservi.

O alma, in cui riluce il casto e saggio

Secolo, quando Giove ancor non s'era

Contaminato del paterno oltraggio;

Scendesti a far qua giù matino e sera:

Perché non sia tra noi spento ogni raggio

Di bel costume, e cortesia non pera.

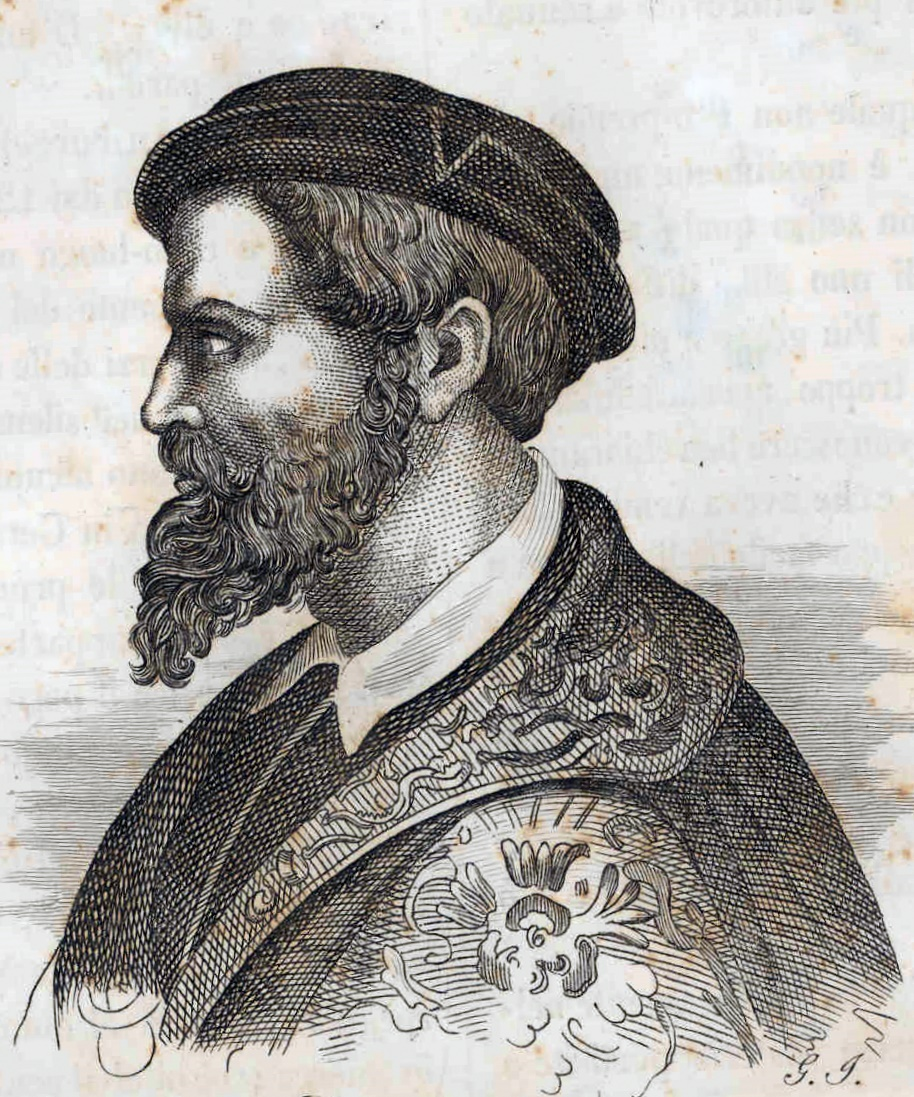
Benedetto Varchi

- Benedetto Varchi gli dedicò il Sonetto 209 delle Rime:

Santissimo Trifon, ch'ad inudita,

Ineffabil bontate, a singolare

Gentilezza di sangue, a mille rare

Doti, giugnete umanità infinita:

La riposata vostra e lieta vita,

A quell'antiche di Saturno pare,

Ne mostra altrui le strade aperte e chiare,

Da tornare alla via dritta, smarrita,

Io certo al suon delle parole gravi,

Agl'atti tardi, al mansueto riso,

Che può far dolce il fel, cari gl'affanni,

Udir cose e veder di Paradiso

Pensai, e tali al cor mi nacquer vanni,

Che peso uman non fia, che più l'aggravi.
- Anche Girolamo Muzio lo ricordò nella sua Arte Poetica, invocandolo in aiuto quale "maestro della lingua":

Ricorrerò ai maestri de la lingua,

Al buon Trifon Gabriello, al sacro Bembo.

Andrò in Toscana al Varchi, al Tolomei,

E correrò a Vinegia al buon Veniero.

## Iconografia

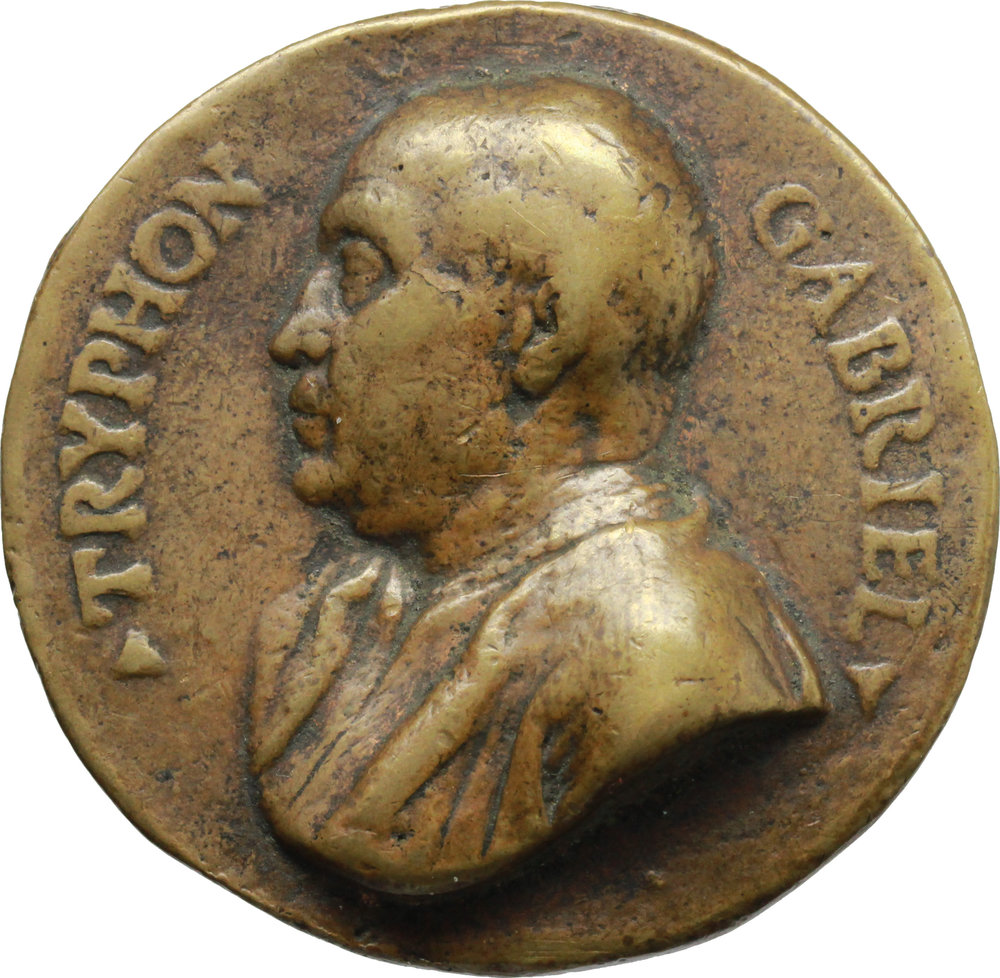
Danese Cattaneo (1512-1572). Medaglia bronzea raffigurante Trifone Gabriel

Trifone Gabrielli sarebbe stato ritratto dal Giorgione assieme all'allievo Giovanni Borgherini nel celebre dipinto intitolato Giovanni Borgherini e il suo maestro, oggi alla National Gallery of Art di Washington. 
Nelle Vite, il Vasari riferisce che l'opera fu realizzata dal Giorgione durante la permanenza del Borgherini a Venezia, intorno al 1505-1506, quando intensa fu la frequentazione con il Gabrielli. La sfera armillare tenuta in mano dalla figura del maestro sarebbe un accenno agli interessi astronomici del Gabrielli, poi condensati dal nipote Jacopo nel Dialogo della Sfera. Il cartiglio con il motto «Non valet ingenium nisi facta valebunt» (non è sufficiente l'ingegno se non seguono i fatti), rimanda a quell'unità di pensiero ed azione, a quella coerenza morale che Trifone perseguì per tutta la sua vita.
Trifone fu anche rappresentato in una medaglia in bronzo realizzata da Danese Cattaneo, anch'egli inserito nell'ambiente intellettuale veneziano. La medaglia, databile agli anni della maturità dell'effigiato, lo rappresenta di profilo sul recto, mentre sul verso rappresenta una donna presso una fonte, con il motto innocens manibus et mundo corde, una citazione tratta dal Libro dei Salmi (23.4).